# Голендри-Барановські
Голендри-Барановські (пол. Holendry Baranowskie) — село в Польщі, у гміні Баранув Ґродзиського повіту Мазовецького воєводства.
Населення — 340 осіб (2011).
У 1975-1998 роках село належало до Скерневицького воєводства.

## Демографія
Демографічна структура станом на 31 березня 2011 року:
|          | Загалом | Допрацездатний вік | Працездатний вік | Постпрацездатний вік |
| -------- | ------- | ------------------ | ---------------- | -------------------- |
| Чоловіки | 170     | 47                 | 109              | 14                   |
| Жінки    | 170     | 35                 | 100              | 35                   |
| Разом    | 340     | 82                 | 209              | 49                   |